# اللجنة الاتحادية للحماية من المخاطر الصحية

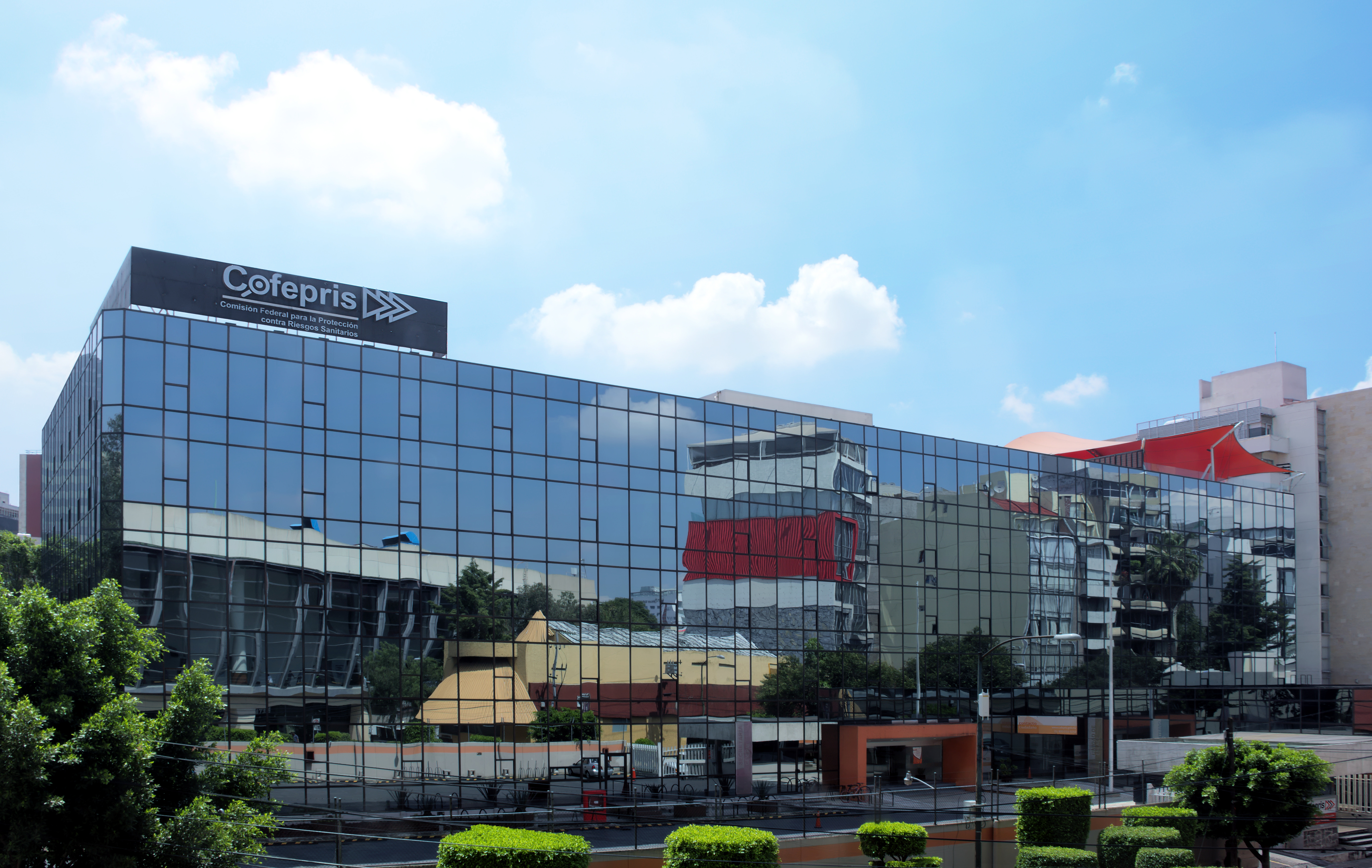
المقر في مدينة مكسيكو

اللجنة الاتحادية للحماية من المخاطر الصحية (بالإسبانية: Comisión Federal para la Protección contra Riesgos Sanitarios)‏ هي مؤسسة تنظيمية تتبع الحكومة المكسيكية مستقلة لكنها تحت إشراف وزارة الصحة وهي مسؤولة عن مواضيع مختلف مثل مراقبة الأدوية وإقرارها ومراقبة الأجهزة الطبية وزرع الأعضاء وحماية البيئة.
تمارس هذه المؤسسة دورا شبيها لإدارة الغذاء والدواء الأمريكية.